# Alberto Citterio
Alberto Citterio (Milano, 10 maggio 1917 – ...) è stato un calciatore e allenatore di calcio italiano, di ruolo difensore.

## Carriera
Cresce nelle file dell'Ambrosiana, ed esordisce in Serie C con Gallaratese e Lecco. Dopo due buone stagioni con i blucelesti sale di categoria passando al Fanfulla, in Serie B, venendo poi acquistato dall'Atalanta.
Con i bergamaschi trova subito un posto al centro della difesa, disputandovi dette stagioni, intervallate dall'interruzione dei campionati dovuta agli eventi bellici. Durante l'ultima stagione viene promosso allenatore-giocatore, a cui verrà affiancato il direttore tecnico Carlo Carcano, riuscendo a guidare i compagni alla salvezza.